# Bohyška
Bohyška (Hosta), někdy nazývaný také funkie, je rod jednoděložných rostlin z čeledi chřestovitých (Asparagaceae) podčeledi agávových (Agavoideae). Ve starších systémech byla řazena do nyní zrušené čeledě bohyškovité (Hostaceae).

## Popis
Jedná se o vytrvalé pozemní byliny, převážně s hlízami nebo s oddenky (někdy záleží na interpretaci), některé druhy vytváří i výběžky. Jsou to rostliny jednodomé s oboupohlavnými květy. Listy jsou nahloučeny na bázi, jsou jednoduché, převážně řapíkaté, střídavé, uspořádané spirálně, s listovými pochvami. Čepele listů jsou celokrajné, kopinaté, nebo srdčité či okrouhlé, žilnatina je souběžná nebo zpeřená. Květy jsou oboupohlavné, jsou v květenstvích, většinou v jednoduchých hroznech. Listen ve tvaru toulce pod květenstvím chybí, na bázi stopky květů jsou většinou listeny. Květy jsou pravidelné nebo téměř pravidelné. Okvětí je vyvinuto, zpravidla 6 okvětních lístků ve 2 přeslenech (3+3), okvětní lístky srostlé a vytvářejí okvětní trubku, jsou bílé, modré nebo fialové. Tyčinek je 6, ve 2 přeslenech, zpravidla 3+3, jsou srostlé s korunní trubkou, ale navzájem volné. Gyneceum je složeno ze 3 plodolistů, je synkarpní, čnělka a blizna je 1, někdy je blizna trojlaločná, semeník je svrchní. Plod je suchý, pukavý, převážně tobolka.

## Rozšíření ve světě
Je známo známy asi 40-45 druhů, které jsou rozšířeny převážně v Japonsku, jen málo jinde ve východní Asii, např. Číně. Jinde jsou jen pěstované, popřípadě zplanělé, např. v Evropa a v Severní Americe.

## Výskyt v Česku
V ČR neroste přirozeně žádný druh z rodu bohyška (Hosta). Často je však v zahradách (ve více kultivarech) pěstována bohyška jitrocelová (Hosta plantaginea) jako okrasná rostlina, původní je v jihovýchodní Číně. Vzácněji se pěstují i další druhy, např. bohyška japonská (Hosta japonica), bohyška Sieboldova (Hosta sieboldiana) a bohyška modrofialová (Hosta coerulea).

## Galerie

### Druhy

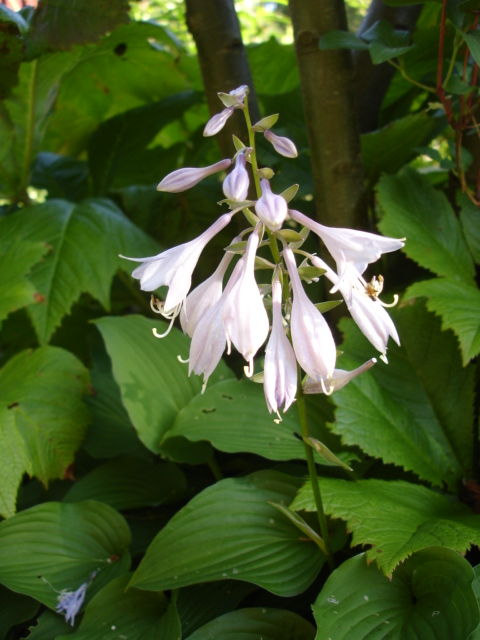
Hosta capitata
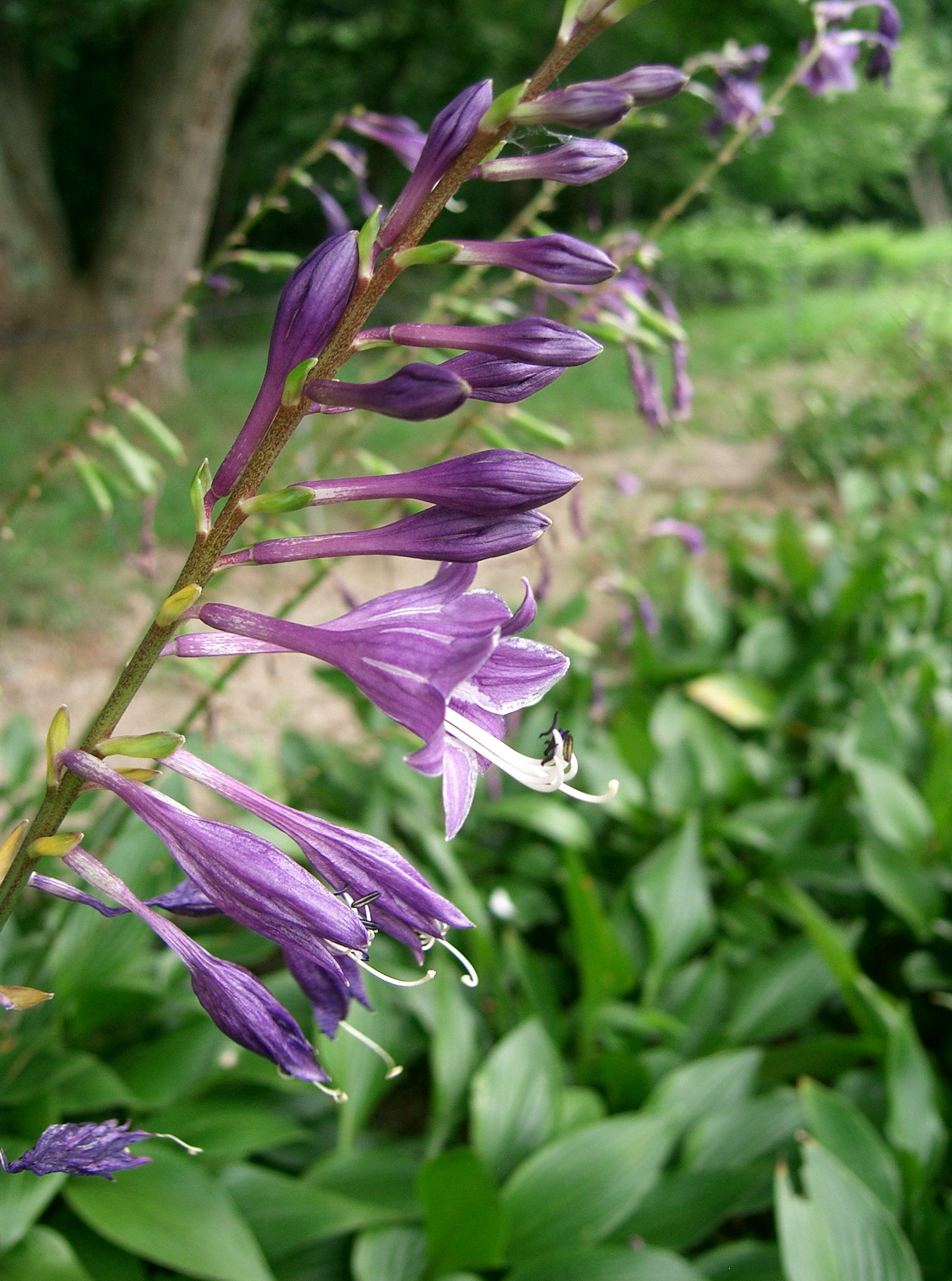
Hosta longipes
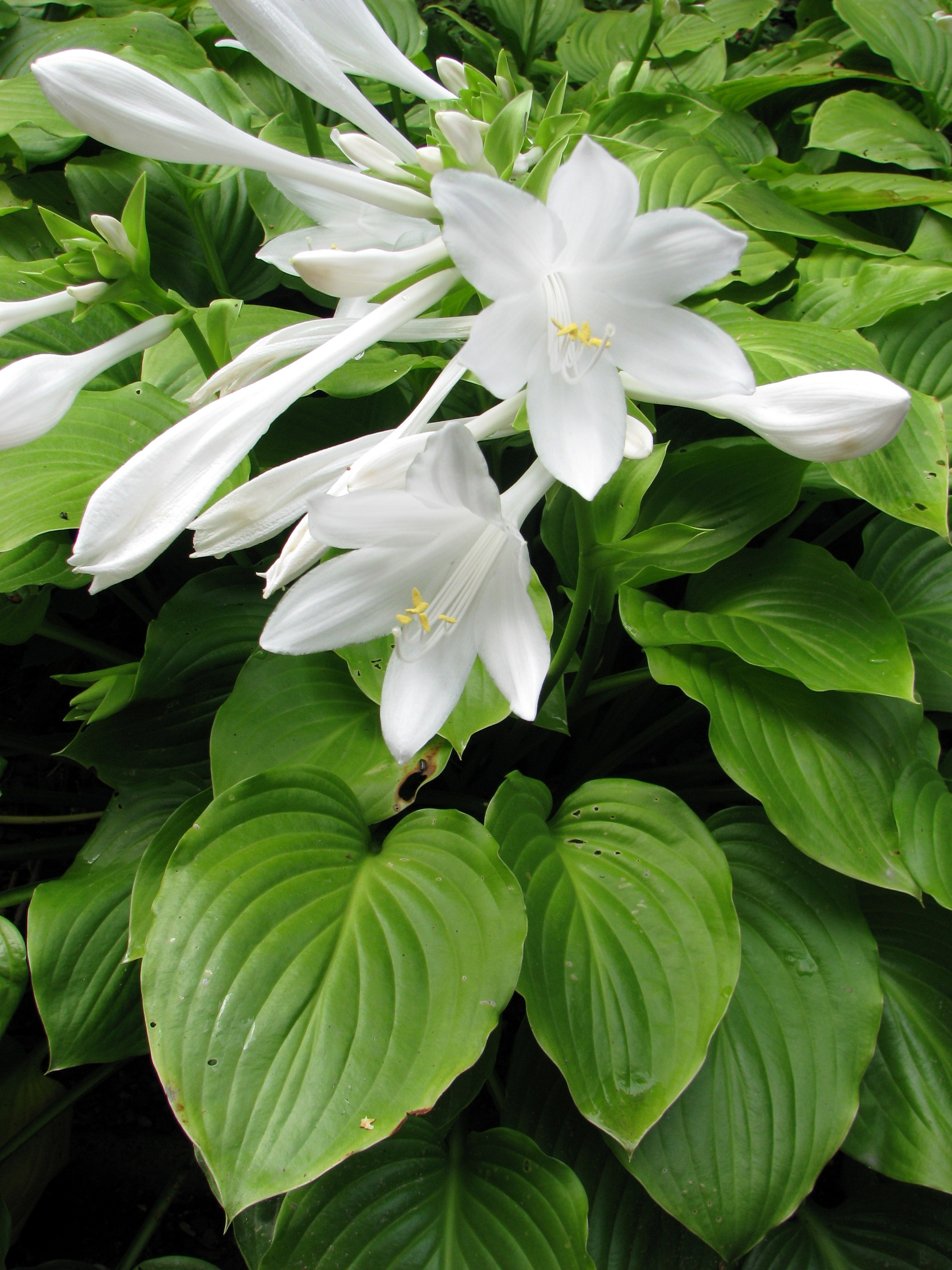
Hosta plantaginea
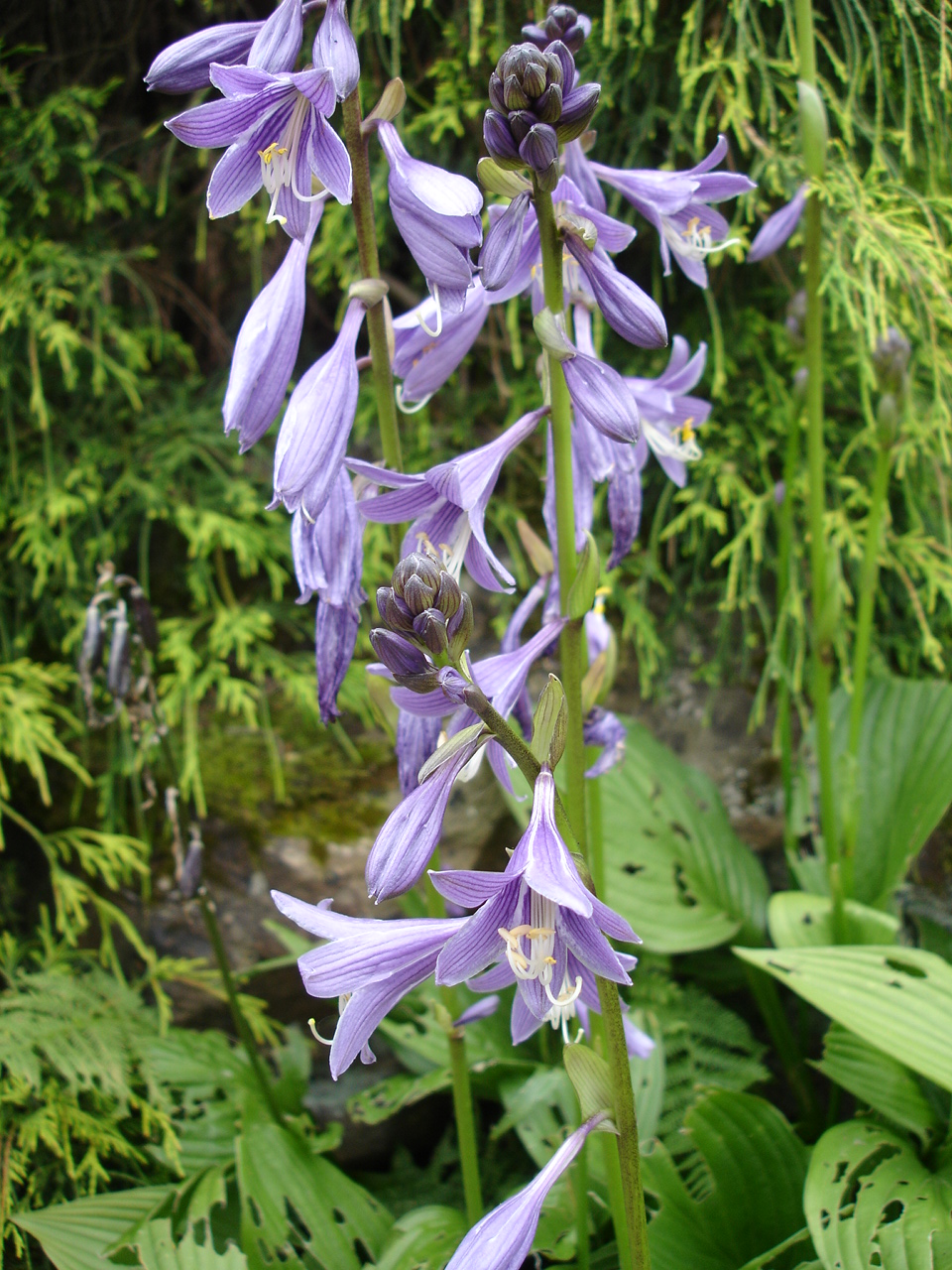
Hosta rectifolia
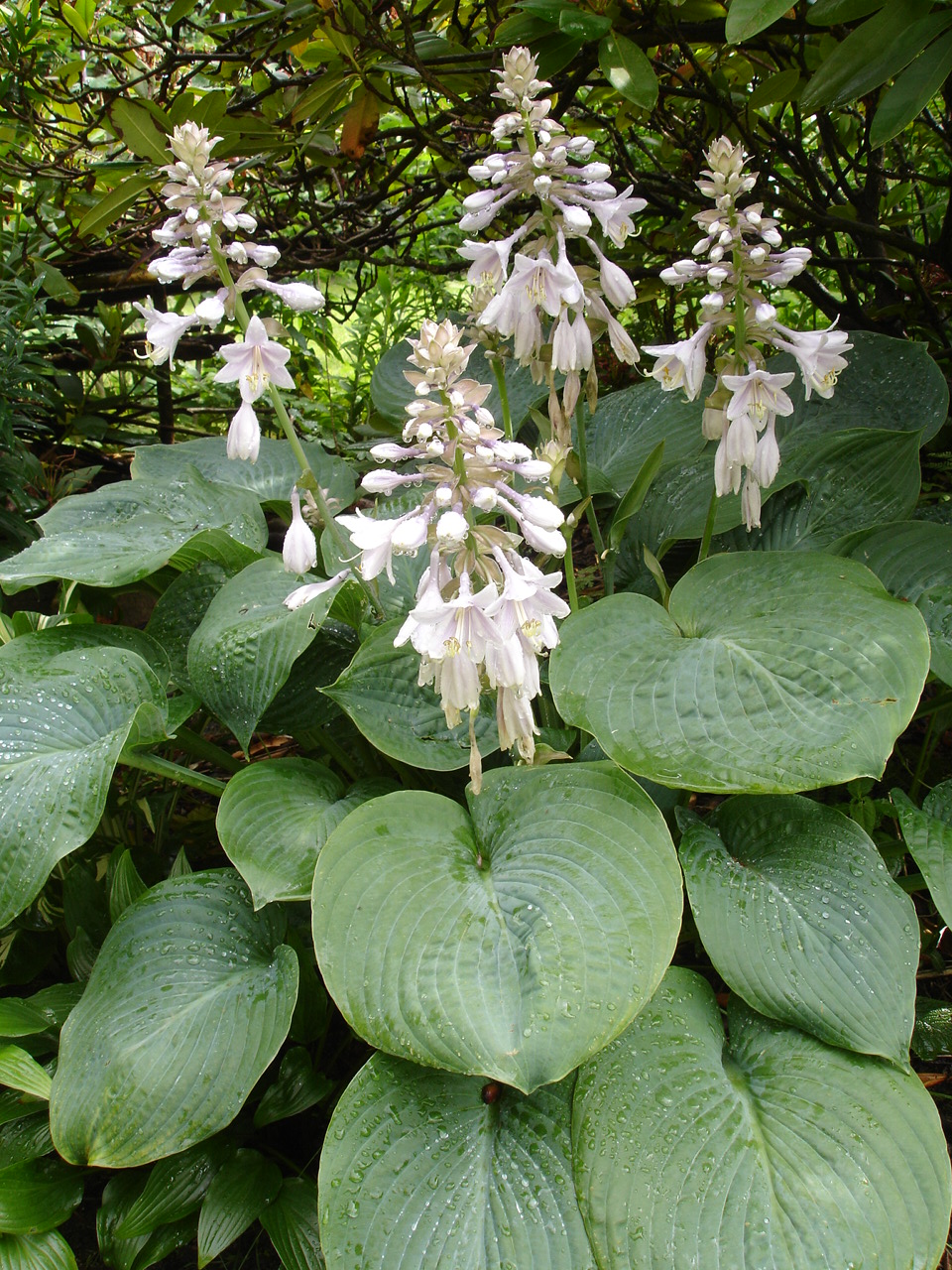
Hosta sieboldiana 'Elegans'
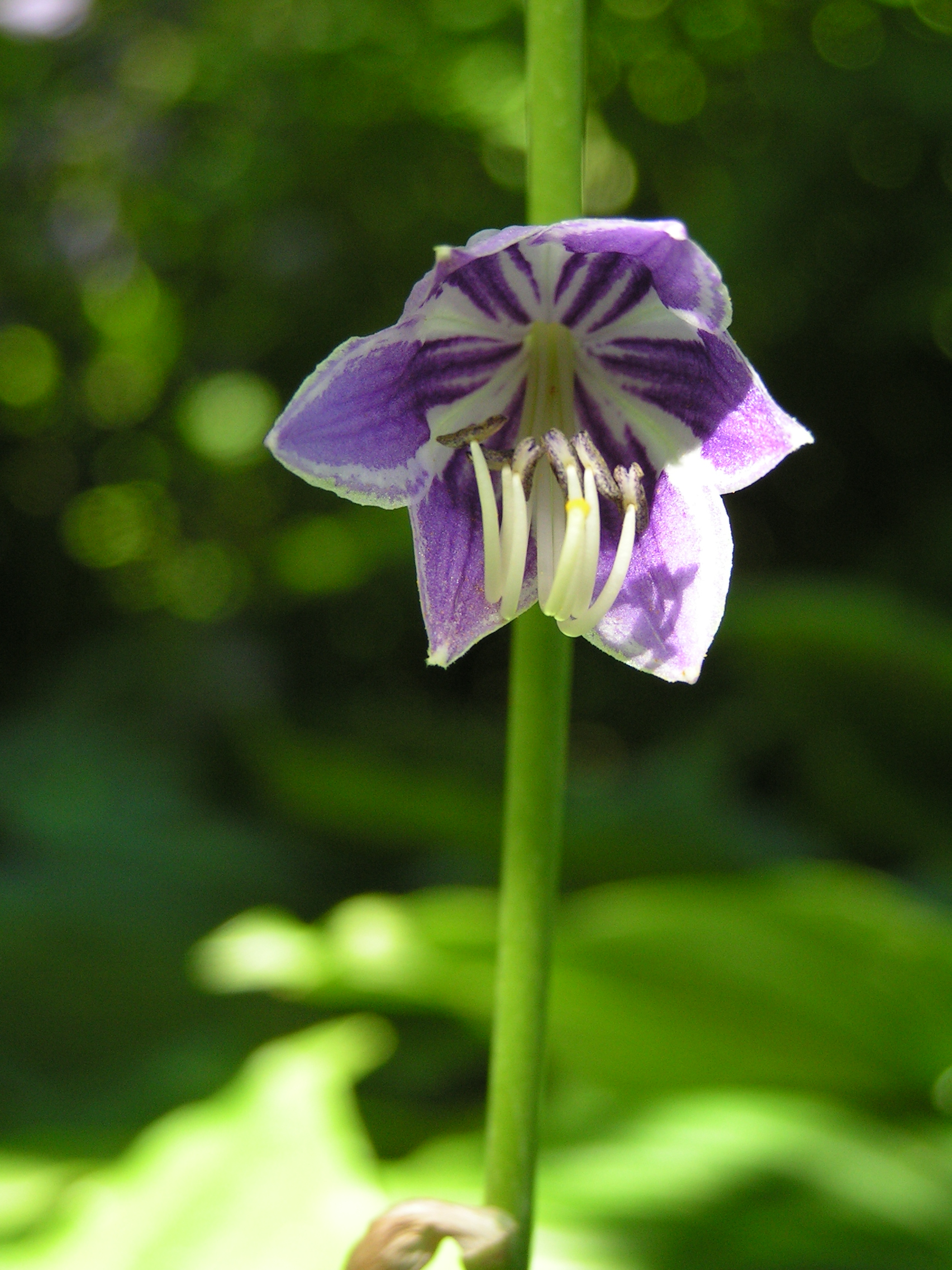
Hosta ventricosa

### Kultivary

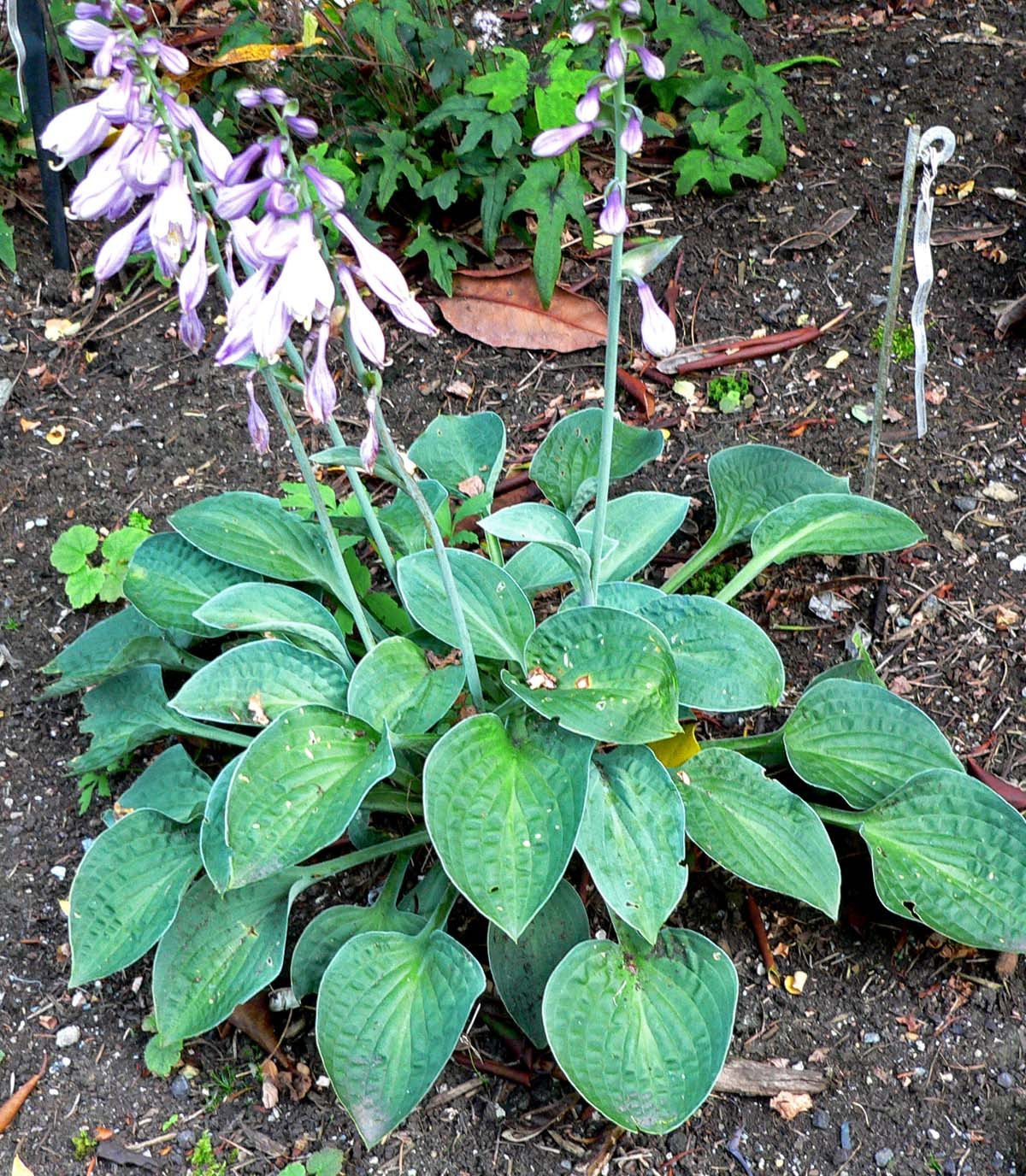
'Abiqua Blue Crinkles'
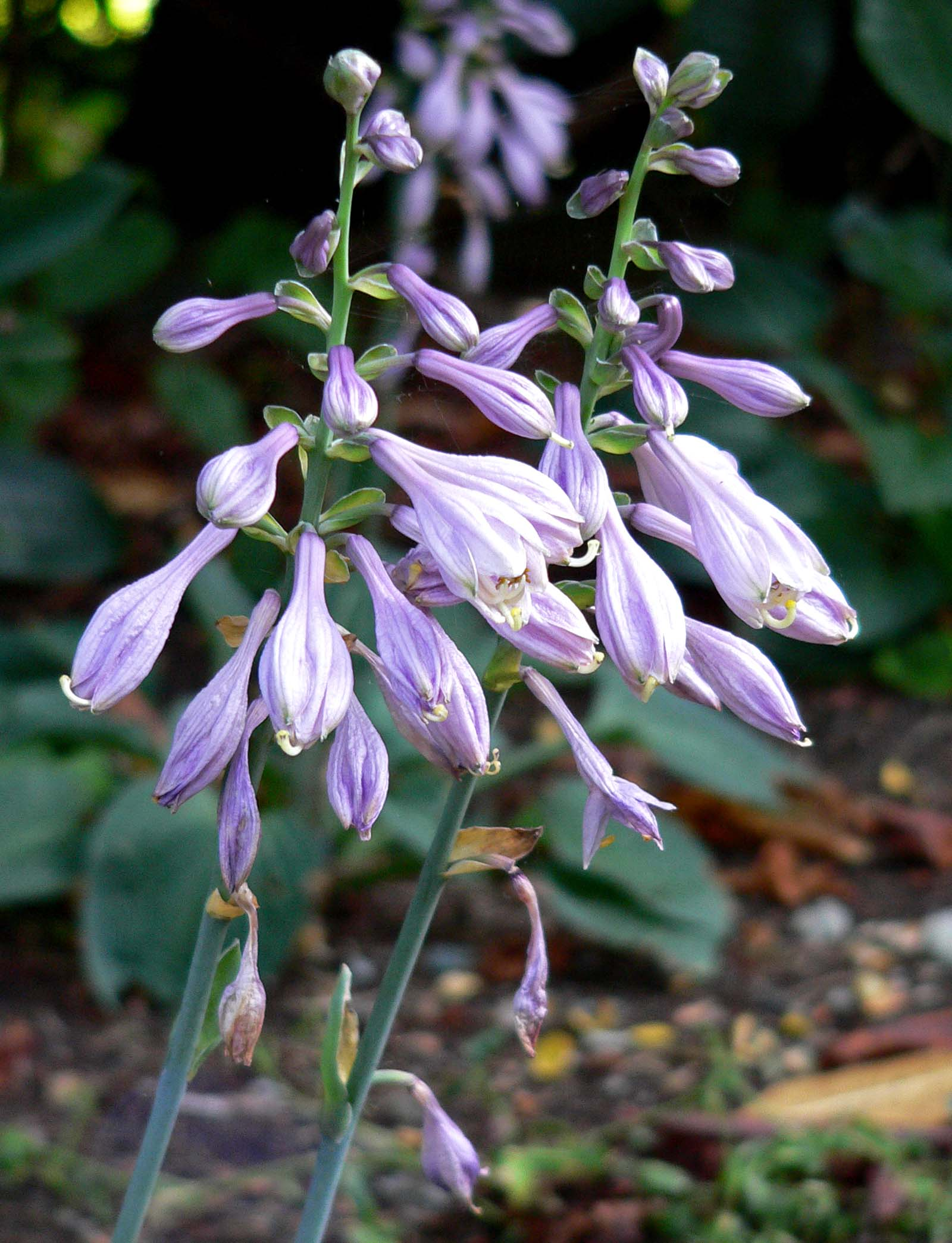
'Abiqua Blue Crinkles'
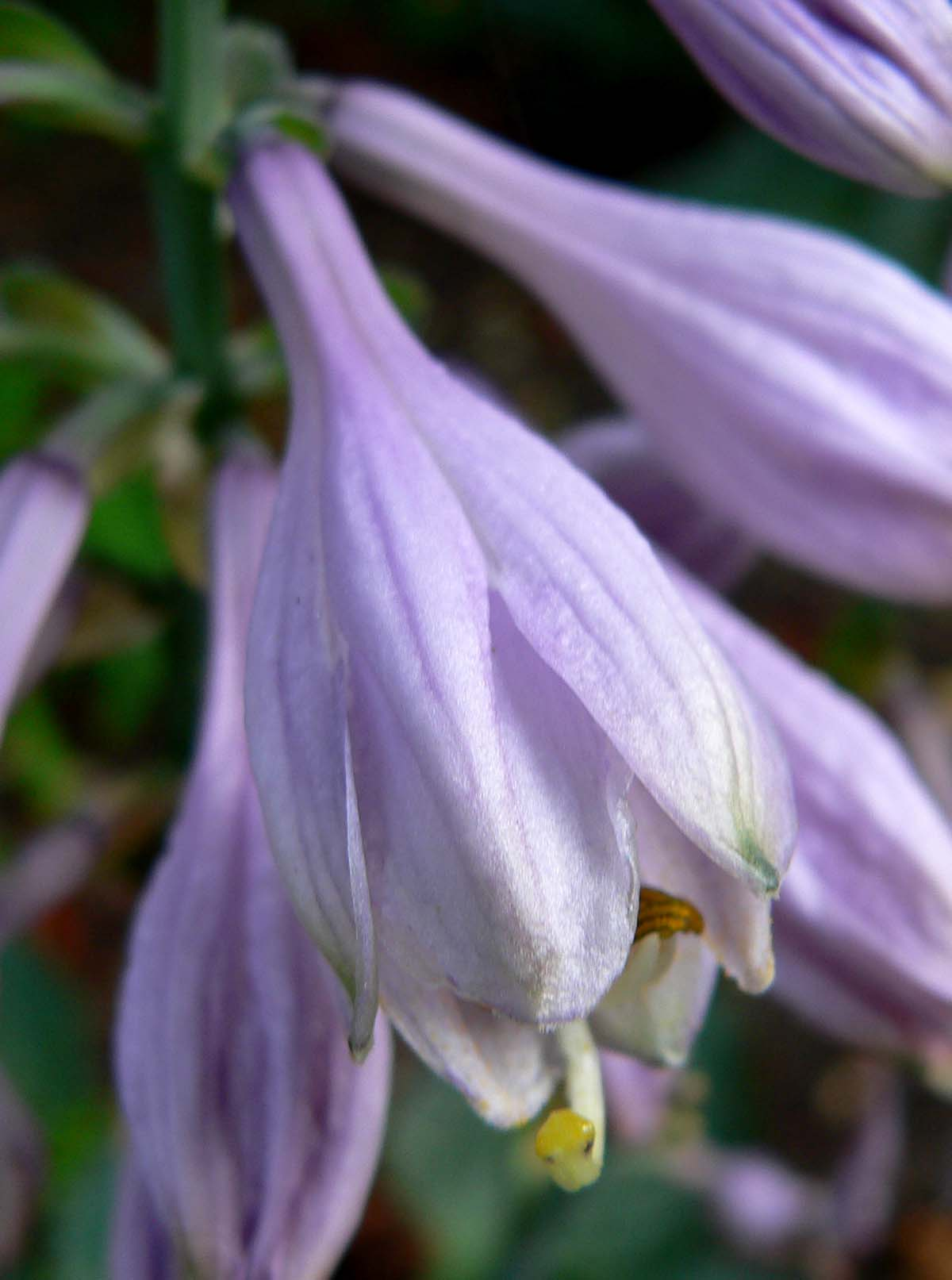
'Abiqua Blue Crinkles'
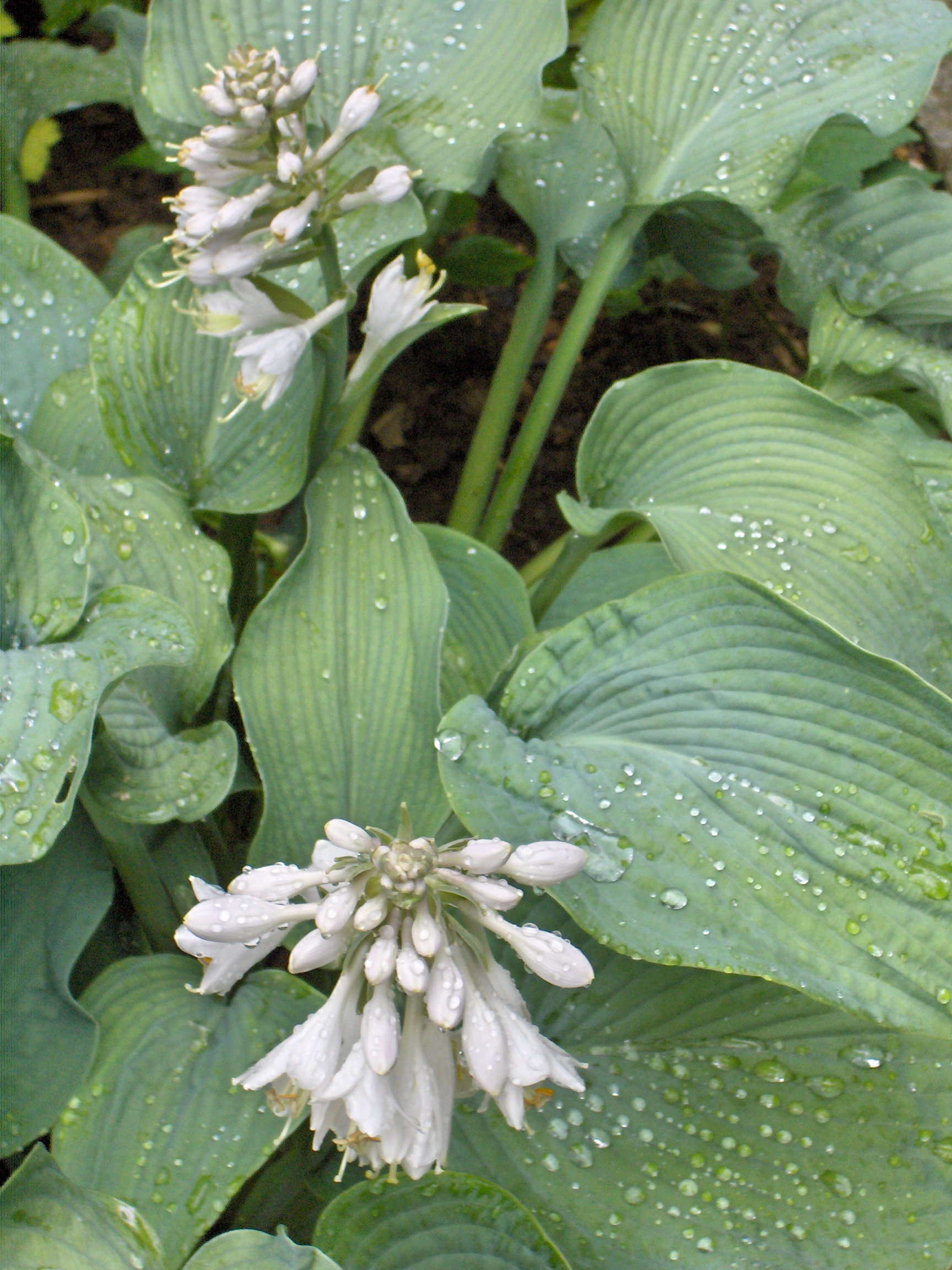
'Bressingham Blue'
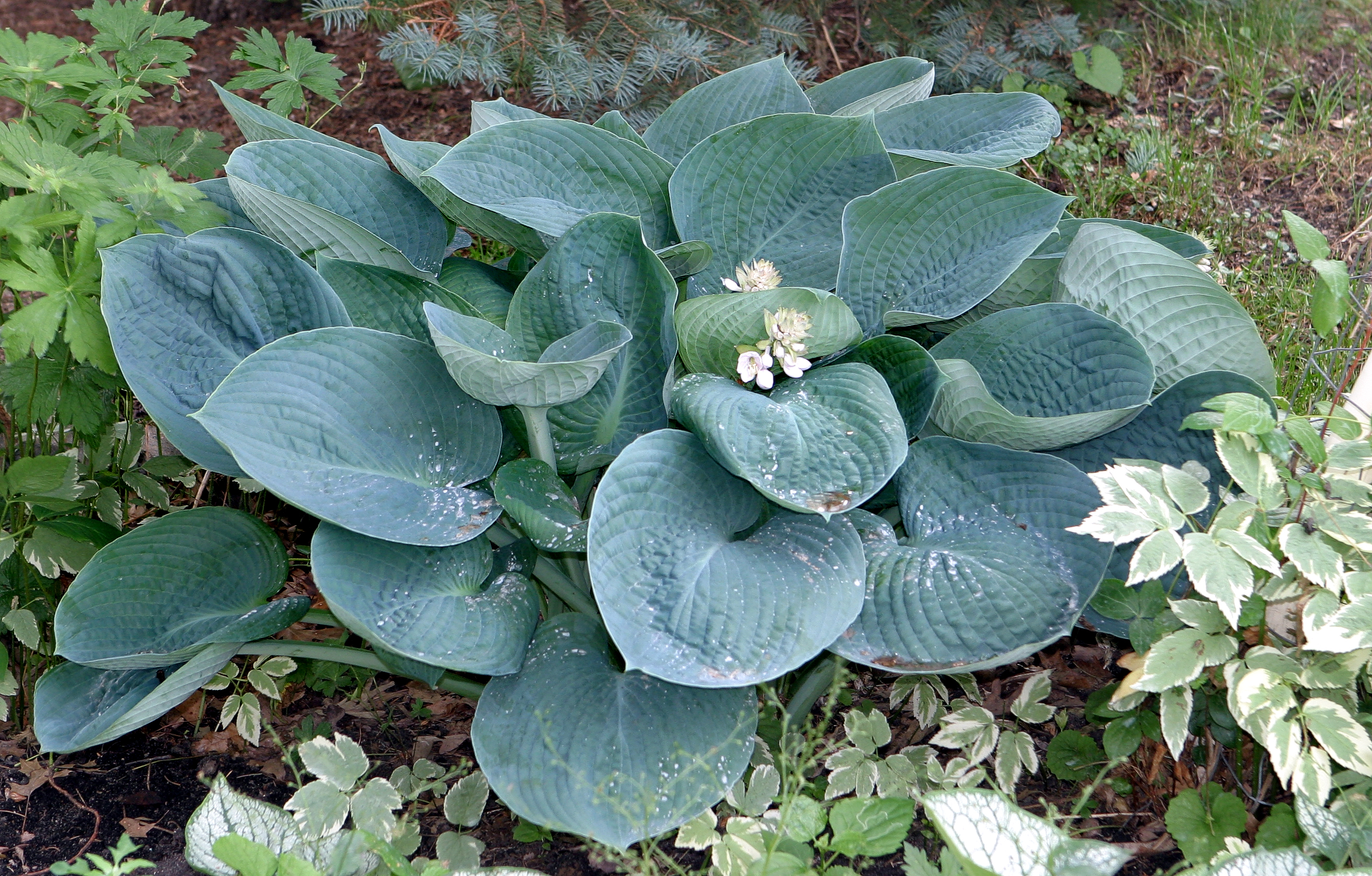
'Drinking Gourd'
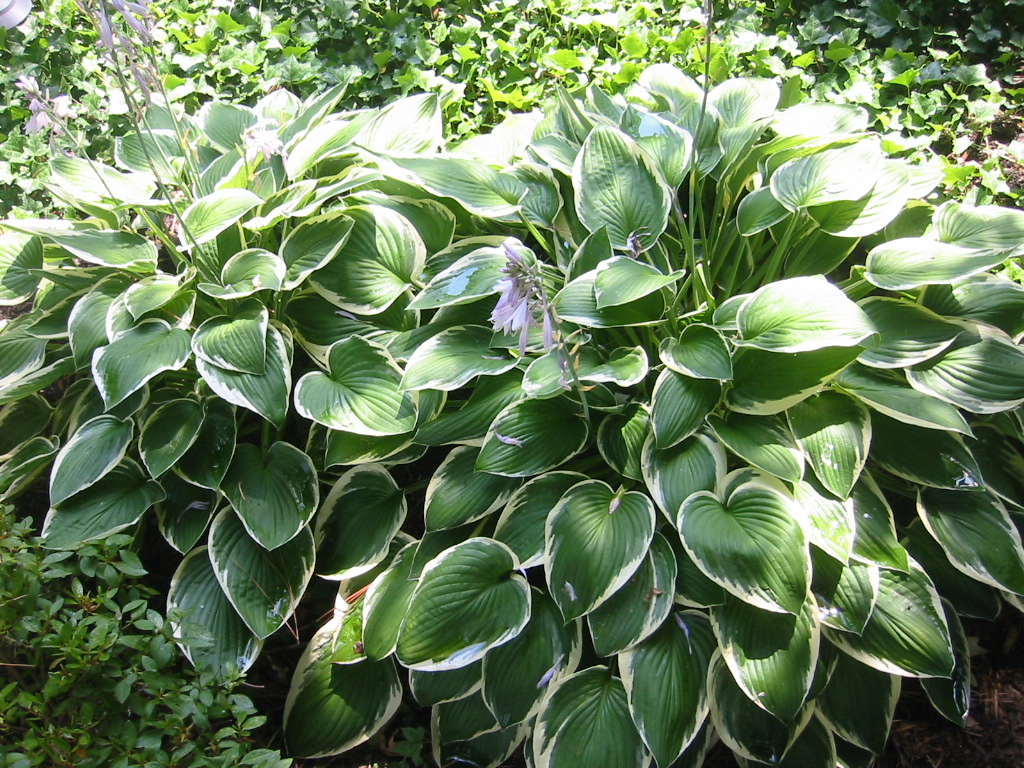
'Francee'
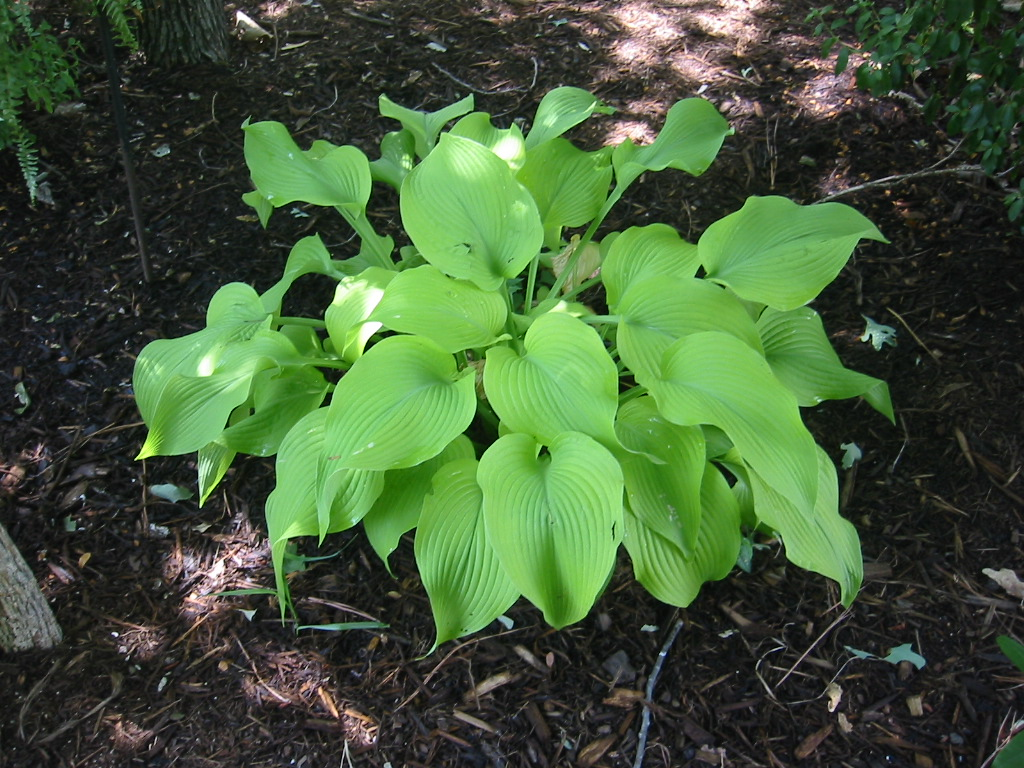
'Golden Boy'
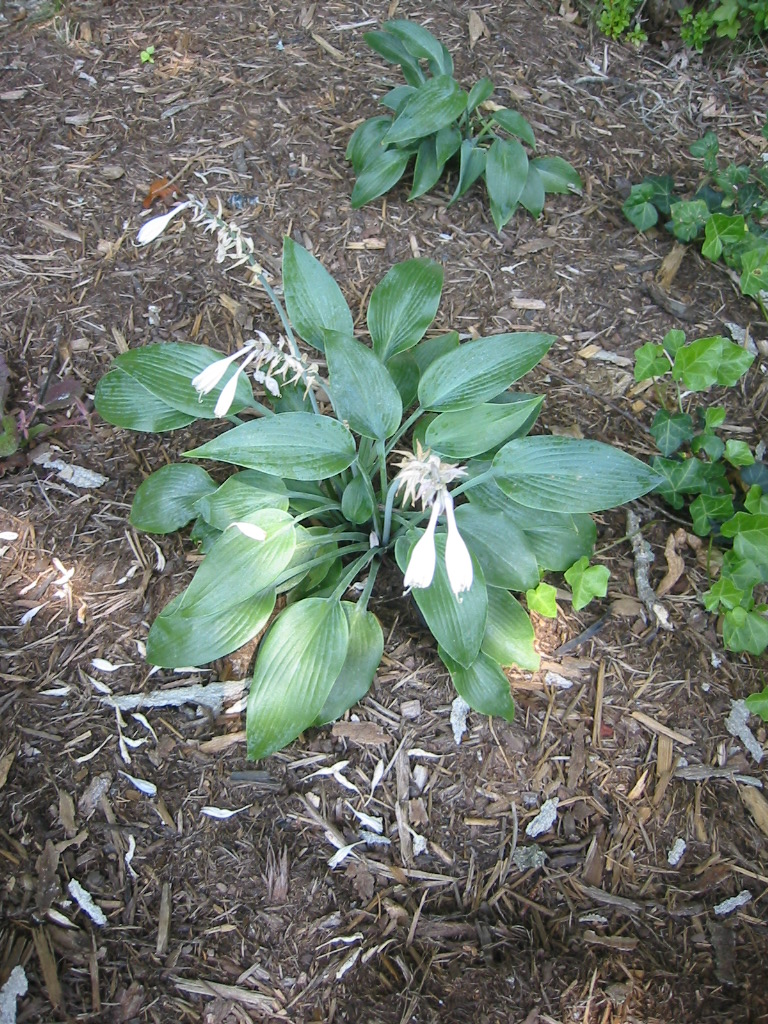
'Halcyon'
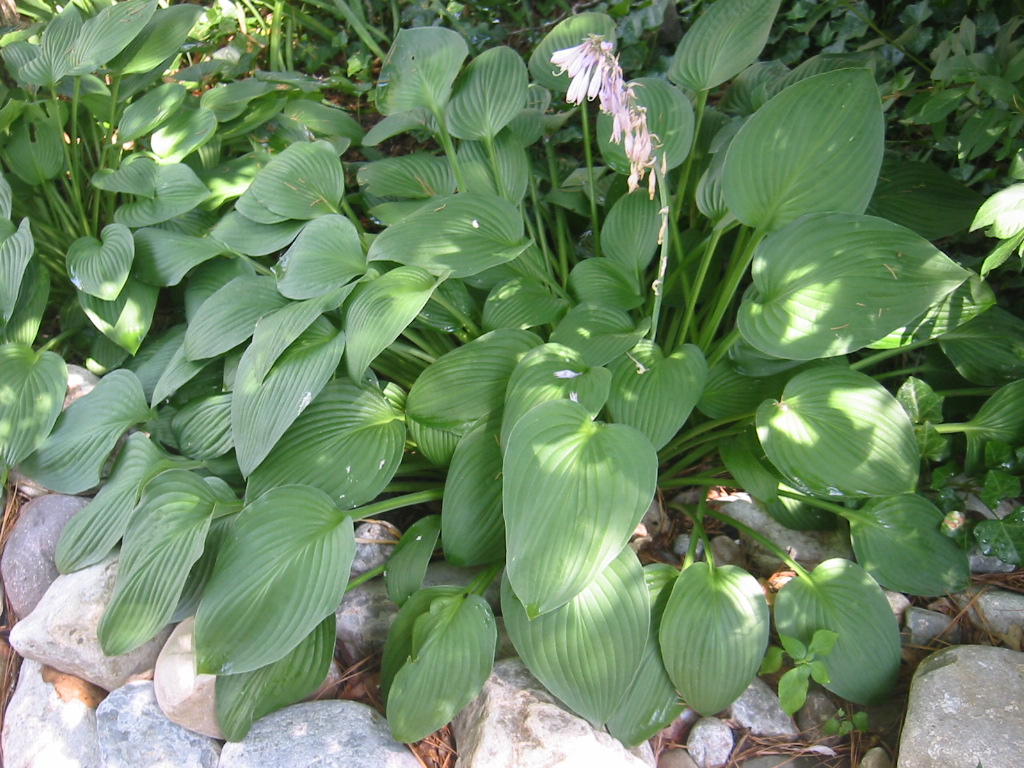
'Green Acres'
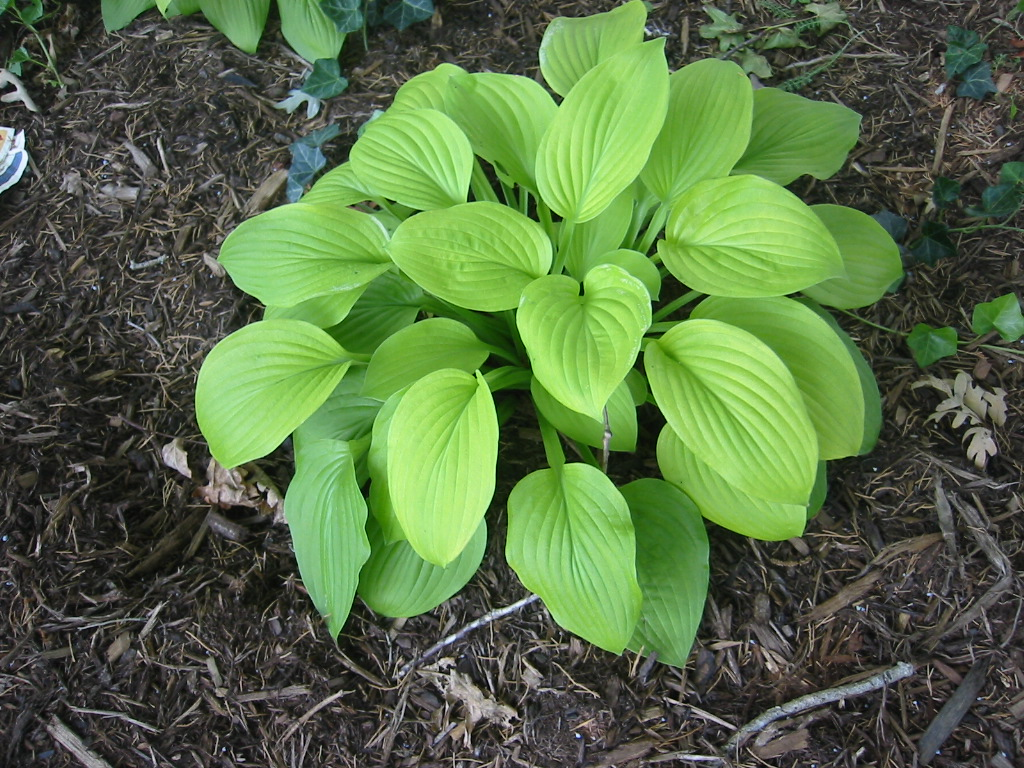
'August Moon'
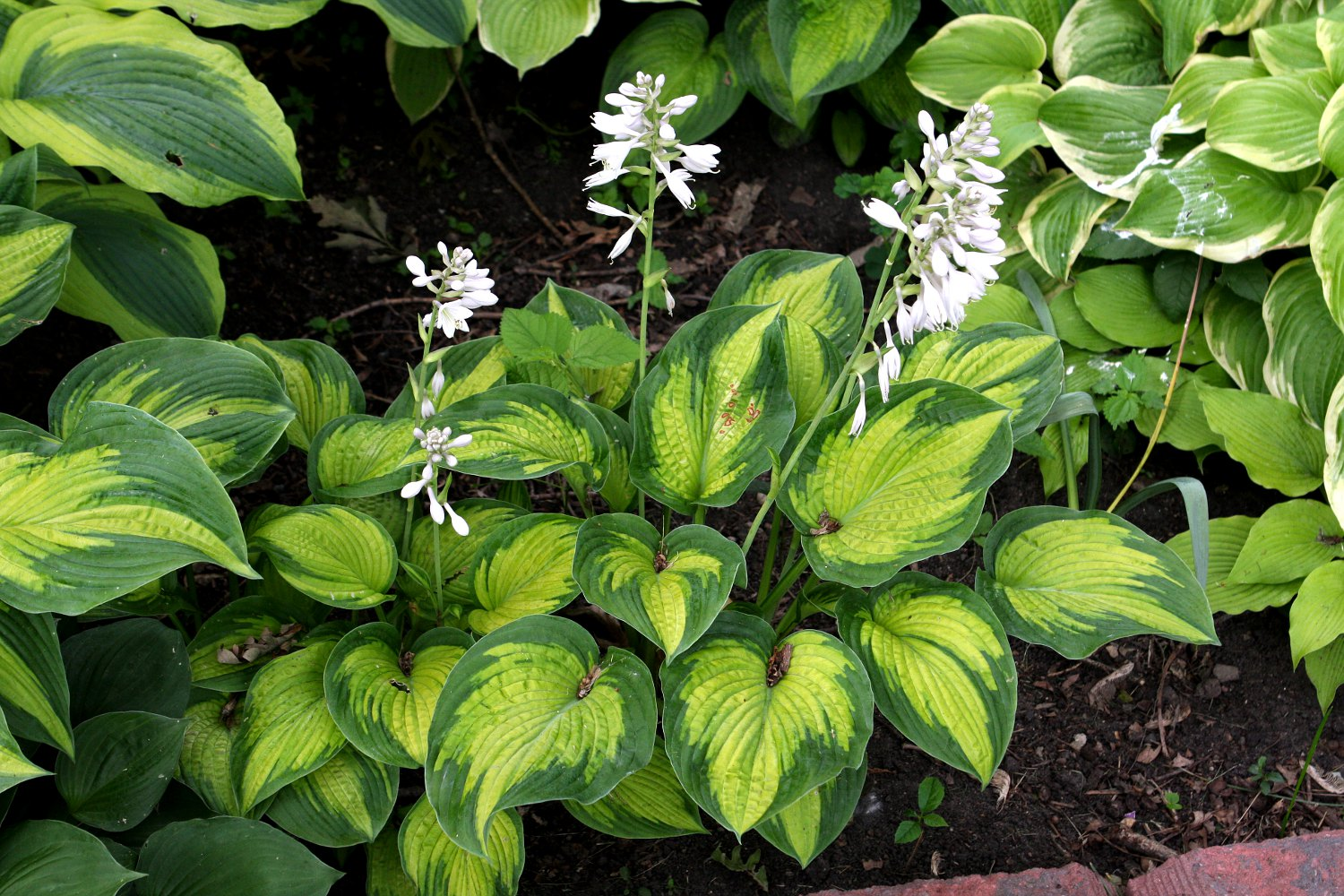
'Cadillac'